# Споднє Косезе
Споднє Косезе (словен. Spodnje Koseze) — поселення в общині Луковиця, Осреднєсловенський регіон, Словенія. 
Висота над рівнем моря: 335,9 м.